# Hackensack (New Jersey)
Pour les articles homonymes, voir Hackensack.
La ville de Hackensack est le siège du comté de Bergen, dans l’État du New Jersey, aux États-Unis. En 2010, elle compte 43 010 habitants. 
Sa position dans le nord-est de l'État du New Jersey place Hackensack en proche banlieue new-yorkaise : en effet, elle n'est éloignée que d'une vingtaine de kilomètres de Manhattan et d'une dizaine de kilomètres du pont George-Washington. De nombreux points de vue permettent de voir à l'horizon le panorama des bâtiments et gratte-ciel de Manhattan.
La ville se caractérise par une grande variété dans l'aménagement urbain et dans les différents types de quartiers qui se côtoient sur un périmètre assez réduit.

## Démographie
| Groupe            | Hackensack | New Jersey | États-Unis |
| ----------------- | ---------- | ---------- | ---------- |
| Blancs            | 49,9 %     | 67,1 %     | 72,0 %     |
| Afro-Américains   | 25,1 %     | 13,6 %     | 12,8 %     |
| Asiatiques        | 11,3 %     | 9,6 %      | 5,7 %      |
| Autres            | 10,0 %     | 6,4 %      | 5,2 %      |
| Métis             | 3,4 %      | 3,0 %      | 3,4 %      |
| Amérindiens       | 0,3 %      | 0,2 %      | 0,9 %      |
| Total             | 100        | 100        | 100        |
|                   |            |            |            |
| Latino-Américains | 39,7 %     | 20,2 %     | 18,0 %     |

Selon l’American Community Survey, pour la période 2011-2015, 52,29 % de la population âgée de plus de 5 ans déclare parler l'anglais à la maison, 32,09 % déclare parler l'espagnol, 2,15 % le tagalog, 1,60 % l'arabe, 1,16 % le coréen, 1,13 % l'hindi, 0,86 % une langue chinoise, 0,78 % l'italien, 0,55 % le français, 0,55 % une langue africaine, 0,53 % l'ourdou et 6,39 % une autre langue.
Pour la période 2006-2010, 10,7 % des habitants (8,9 % des familles) se situent sous le seuil de pauvreté.

## Transports
La ville est particulièrement bien desservie par un réseau de transports qui facilitent la liaison avec la ville voisine de New York : elle est traversée par les routes 4 et 80, dispose de nombreuses lignes de bus et de trains vers et venant de New York, et se trouve à proximité de l'autoroute du New Jersey Turnpike.